# Испания Нового и Новейшего времени

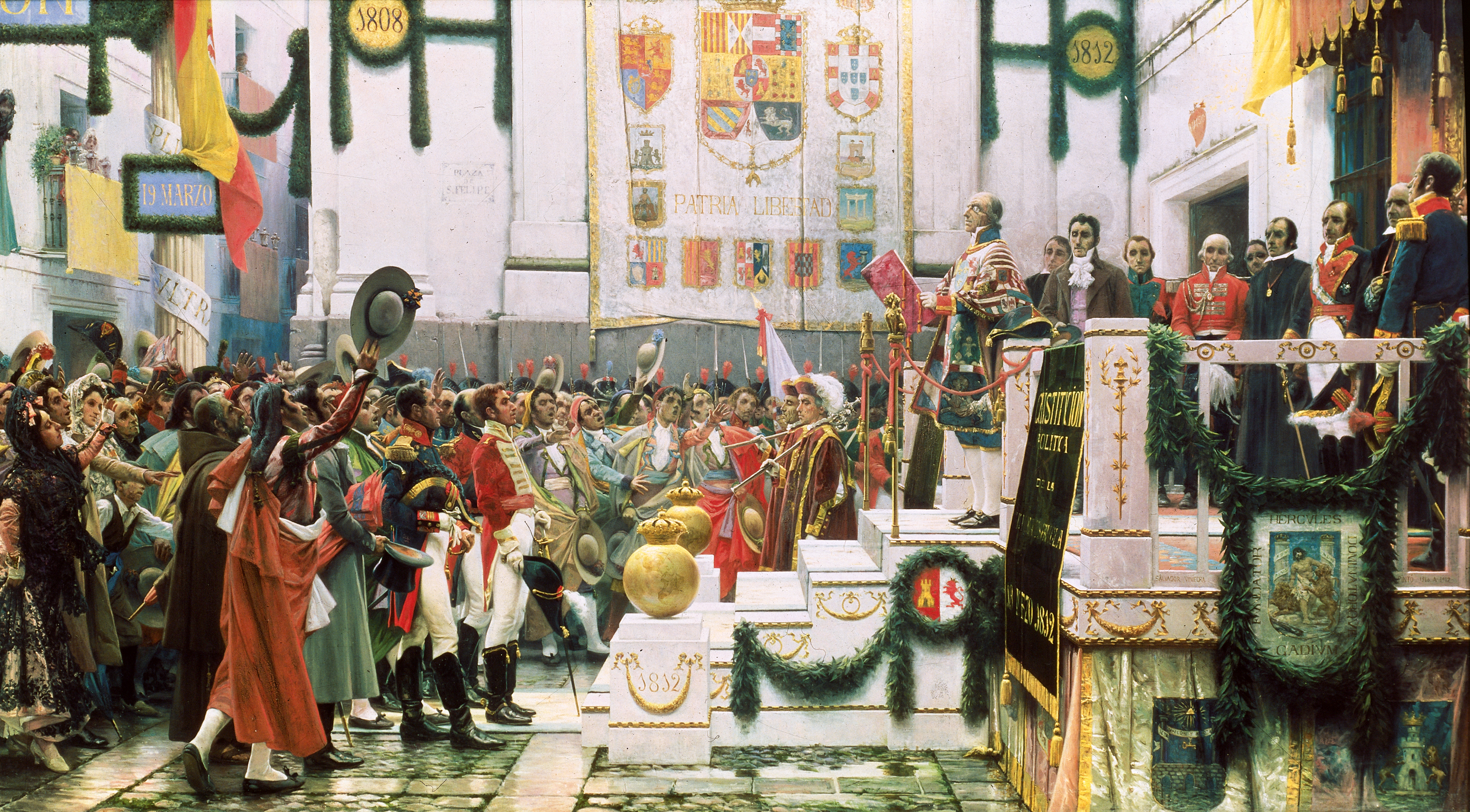
Принятие конституции 1812 года. Картина Сальвадора Виньегры. Музей Кадисских кортесов

Испания Нового и Новейшего времени —  историографическая дисциплина и исторический период в истории Испании, охватывающий период с XIX века по настоящее время. В испанской историографии обычно принято условно рассматривать в качестве начального этапа не Французскую революцию и Войну за независимость Соединённых Штатов, или английскую промышленную революцию (все эти события используются в качестве исходных ориентиров нового времени), а переломное локальное событие — начало Войны за независимость Испании 1808 года.

## Общий обзор
Война за независимость углубила так называемый кризис старого режима, не начавшийся и не закончившийся его падением со вторжением наполеоновской армии, хотя война и сыграла важную роль в освободительном процессе, который покончил со старым порядком в Испании (категория фундаментального исторического анализа, включающего в себя совокупность институциональных и социально-экономических факторов за продолжительный период, примерно совпадающий по времени с современной историей Испании). Этот процесс, происходивший в Испании, классифицируется как буржуазная революция, несмотря на то, что его структурные недостатки, медлительность и нерешительность в экономических, социальных и политических преобразованиях были значительными до такой степени, что его реальное определение, его исключительность или повторяемость в других европейских случаях, его ритм и дата его окончания до сих пор являются предметом различных интерпретаций историческим научным сообществом.

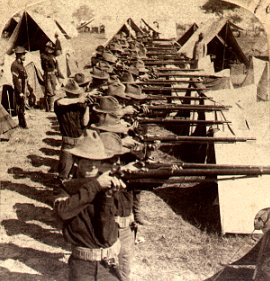
Американские волонтёры на Кубе во время испано-американской войны, 1898 год

Испанские колонии Латинской Америки стали свободными в результате испано-американских войн за независимость, в то время как в метрополии начался длительный период резких политических перемен: в течение правления Фердинанда VII (1814—1833) в правительстве будут сменять друг друга яростные сторонники абсолютизма и сторонники конституционной монархии («либералес»); при Изабелле II (1833—1868) правительство было представлено прогрессивными либералами («прогрессистами») и умеренными либералами («модерадос»), пришедшими к власти посредством военных переворотов различной политической ориентации, в частности, Бальдомеро Эспартеро, Рамон Мария Нарваэс, Леопольдо О’Доннелл, Хуан Прим и Франсиско Серрано и Домингес, некоторые из них были участниками американских войн, и их поэтому прозвали «аякучосы» (особенно это относится к тем, которые группировались вокруг Эспартеро).
Принятие и действие испанской Конституции напоминало движение маятника между первоначальным признанием принципа народного суверенитета (в испанской терминологии — национального) в Конституции 1812 года (известной как «Ла Пепа», принятой подавляющим большинством либерально настроенной части испанских правящих кругов, выступавших с программой реформ в Кадисских кортесах, законодательная деятельность которых содержала ряд важных решений, имеющих большое значение для уничтожения старого порядка и создания либерального режима, — упразднение инквизиции, уничтожение сеньориальных прав и привилегий, майората, отмена каких-либо ограничений на осуществление власти со стороны государства и осуществление прав и свобод личности, провозглашение экономической свободы), её полной отменой при реставрации абсолютизма (1814—1820), её восстановлением в Либеральное трёхлетие (1820—1823), повторной её отменой в Роковое десятилетие (1823—1833), разработкой формы правления в виде ограниченной монархии с сильной королевской властью (Королевский статут 1834 года), введением консервативной Конституции на основе ограничения избирательного права и полной централизации власти (Конституция 1845 года) или демократической Конституцией 1869 года. Наиболее продолжительный срок действия имела Конституция 1876 года, самая эклектичная из всех, которая характеризовалась оппозиционностью при решении таких вопросов, как баланс сил между королём и парламентом, свобода прессы, суд присяжных, функции муниципалитетов, расширение избирательного права (первоначально косвенного, затем прямого, пока проблема не была урегулирована введением всеобщего избирательного права для мужчин в 1890 году, в то время как женское избирательное право не вводилось вплоть до 1933 года). Ещё одной чрезвычайно спорной и постоянно доминировавшей проблемой политического выбора было поддержание общественного порядка, возложенное на такие революционные учреждения, как Национальная милиция, или консервативные, как Гражданская гвардия (жандармерия).
Силы феодально-клерикальной реакции, поддержанные широкими слоями населения некоторых регионов, расположенных, в основном, на севере Испании, развязали Карлистские войны, в ходе которых либеральное правительство смогло взять верх как в военном, так и в общественном отношении, укрепив свою социальную базу в среде буржуазии и нового класса собственников, получивших выгоду от последовавших конфискаций (Хуан Альварес Мендисабаль в 1836 и Паскуаль Мадос в 1855 годах), в союзе со старой земельной аристократией. Процесс индустриализации начался весьма робко, хотя наиболее радикальные в историческом плане экономические изменения которые поглощали большую часть национального капитала, заключались в увеличении площади эксплуатируемых сельскохозяйственных земель и росте их доходности (продолжение процесса, начатого в конце XVIII века в отношении привилегий крупных овцеводов, членов объединения Места, окончательно отменённых в 1836 году, и безуспешных попыток аграрной реформы — «Доклад об аграрном законе» Гаспара Мельчора де Ховельяноса в 1795 году), что позволило прокормить растущее население и даже экспортировать сельскохозяйственные излишки. Экономические интересы кастильско-андалузской земельной олигархии были направлены на открытие европейских рынков для испанского зерна и привлечение иностранных инвестиций в развитие шахт и железных дорог (трудновыполнимый план, который со временем объединил бы внутренний рынок на национальном уровне); в то время как интересы каталонской текстильной буржуазии, явно противоположной направленности, были ориентированы на слабый и разрозненный внутренний рынок и остатки колониального рынка. Экономическая политика характеризовалась конфликтом между протекционизмом и свободной торговлей, в ходе которого был выкован истинный экономический национализм, основанный на идее экономического самообеспечения, который иногда называют самодостаточным автархизмом (исп. Mentalidad autárquica); и в способах взимания налогов — между прямыми налогами (на имущество) и косвенными (потребительский налог, касающийся всех). Идеологическим выражением сочетания этих экономических интересов с клиентелярными связями и другими политическими факторами являлись прогрессивные и умеренные направления либерализма. В частности, неоправдавшиеся ожидания каталонских промышленников были в числе причин, которые способствовали последовавшим разногласиям на общественном, республиканском, федеральном и местном уровнях, и особенно в конце XIX века — в форме националистического альтернативного проекта — каталонизма, движения за автономию Каталонии («Основы Манресы» Анрика Прата де ла Рибы).

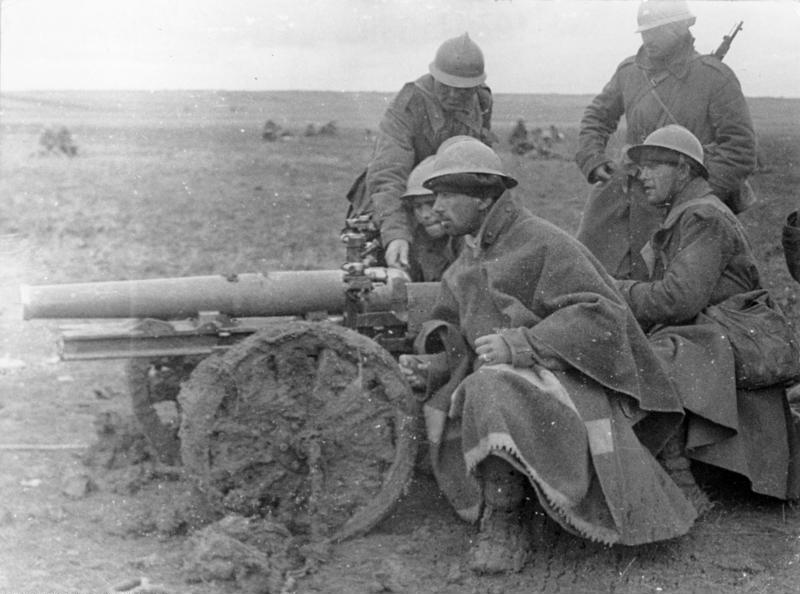
Франкистские солдаты во время Гвадалахарской операции (март 1937 года). Один из эпизодов Гражданской войны в Испании

После шести лет лихорадочного революционного периода (1868—1874), в который были последовательно испытаны политические решения — демократические, республиканские унитарные и федеральные, в последней четверти XIX века буржуазия сделала шаг от революционного направления к консервативному; это был период, в котором подъём промышленности Каталонии и Страны Басков совпадал с установлением стабильного политического режима — Реставрации (1875—1923), когда был заключён пакт о попеременном занятии кабинета министров между консерваторами Антонио Кановаса дель Кастильо и либералами Пракседеса Матео Сагасты, которые манипулировали результатами выборов, лишая партии, не поддерживавшие династию (республиканцев, социалистов, местных националистов), какой-либо возможности влиять на правительство, посредством контроля сельских районов через марионеточную систему власти и различные способы фальсификации. Национализм, возникший в Стране Басков (PNV, Partido Nacionalista Vasca, Баскская националистическая партия, основанная Сабино Араной), базировался на самых разнообразных источниках каталонского происхождения, начиная с поддержки карлизма в форме проявления традиционалистской и ультракатолической реакции на индустриализацию и её социальные последствия, такие как иммиграция и разрушение традиционного общества.
Народные массы в условиях большой социальной нестабильности подверглись неравномерному процессу пролетаризации, который сопровождался первыми проявлениями движения испанских рабочих; хотя мобилизирующими факторами здесь были наиболее эффективные проблемы не строго трудового характера (беспорядки в связи с нехваткой продовольствия и антиналоговые беспорядки) или явно идеологические, как антиклерикализм в контексте процесса дехристианизации и антимилитаризм при несправедливости системы рекрутинга.
Катастрофа 1898 года привела к потере практически всех немногих остававшихся под суверенитетом Испании заокеанских колоний: страна лишилась Кубы и Филиппин. Тем не менее, возвращение капитала и значительное идеологическое и общественное потрясение в форме реакции восстановления позволили Испании войти в XX век в исключительно продуктивный период: так называемый Серебряный век испанской науки и литературы.
Нейтралитет Испании в Первой мировой войне обеспечил ей возможность быстрого развития, однако сильная экономическая, политическая и социальная неустойчивость послужила причиной кризиса, который разразился в 1917 году. Система Реставрации не могла оправиться от шока, последовавшего за Битвой при Анвале, произошёл государственный переворот и установилась диктатура Мигеля Примо де Риверы (1923—1930), которая являлась непродолжительной попыткой осуществления корпоративизма с определёнными характеристиками, аналогичными итальянскому фашизму. Координируемая посредством принятия Сан-Себастьянского пакта республиканская оппозиция победила во время муниципальных выборов 1931 года в крупных городах страны, что на фоне последовавшей мобилизации населения заставило короля покинуть страну и в дальнейшем привело к провозглашению Второй Испанской Республики.
Левые республиканцы (Мануэль Асанья) и рабочее движение разделились между социалистами (Испанская социалистическая рабочая партия и Всеобщий союз трудящихся) и анархистами (Национальная конфедерация труда), начался процесс социальной трансформации в течение первого двухлетнего периода (1931—1933), который в дальнейшем был приостановлен пришедшим к власти радикальным правительством (Испанская конфедерация независимых правых, ноябрь 1933 — февраль 1936 года), столкнувшись с силовым сопротивлением партий и профсоюзов и каталонских националистов в ходе Октябрьской революции 1934 года. На всеобщих выборах в феврале 1936 года победу одержал Народный фронт, после чего консервативные силы предпочли решать свои проблемы военными путём. Восстание 18 июля 1936 года физически разделило Испанию на две части, на два противостоящих лагеря: началась гражданская война (1936—1939).

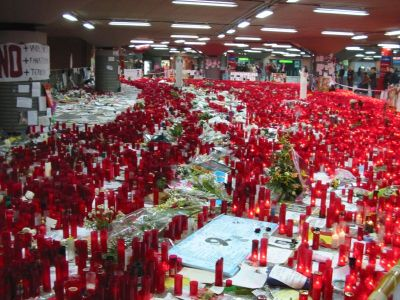
Зажжённые свечи в память жертв мадридских терактов 2004 года, железнодорожная станция Аточа

В отличие от внутренних разногласий республиканской стороны, где полемика между взаимоисключающими концепциями — «победить в войне, чтобы совершить революцию» или «совершить революцию, чтобы победить в войне» — препятствовала эффективной координации деятельности её многочисленных и противоречивых участников, своей победе сторона, именуемая националистами, обязана как жёсткой интеграции различных групп военнослужащих и командования в национальное движение, так и высокоэффективной международной помощи со стороны нацистской Германии и фашистской Италии на фоне политики «невмешательства в испанские дела», которую проводили демократические государства. Республика была вынуждена полагаться на относительно небольшую помощь, оказываемую Советским Союзом и интернациональными бригадами, что одновременно сопровождалось эффектом превращения небольшой Коммунистической партии Испании в одну из наиболее влиятельных сил страны.
Конец войны ознаменовался установлением диктаторского авторитарного режима явно персоналистской направленности, с чертами, которые в историографии характеризуются, в той или иной степени компетентно, как фашистские, поскольку генерал Франсиско Франко находился у власти пожизненно вплоть до своей смерти в 1975 году. В первые десятилетия своего существования режим Франко избрал путь экономической автаркии (экономической самодостаточности), тоталитаризма и национал-католицизма, сумел пережить поражение своих союзников, стран Оси, во Второй мировой войне и последующую международную изоляцию; но в последние десятилетия, особенно со времени принятия Стабилизационного плана 1959 года и союза с Соединёнными Штатами (Мадридское соглашение 1953 года), была достигнута относительная политическая открытость (что, однако, не было шагом к ослаблению репрессий, не допускался любой вид выражения противостояния режиму Франко) и экономическая либерализация, которые обусловили сильное экономическое развитие и значительную социальную модернизацию страны.

## Правление Карла IV (1788—1808)

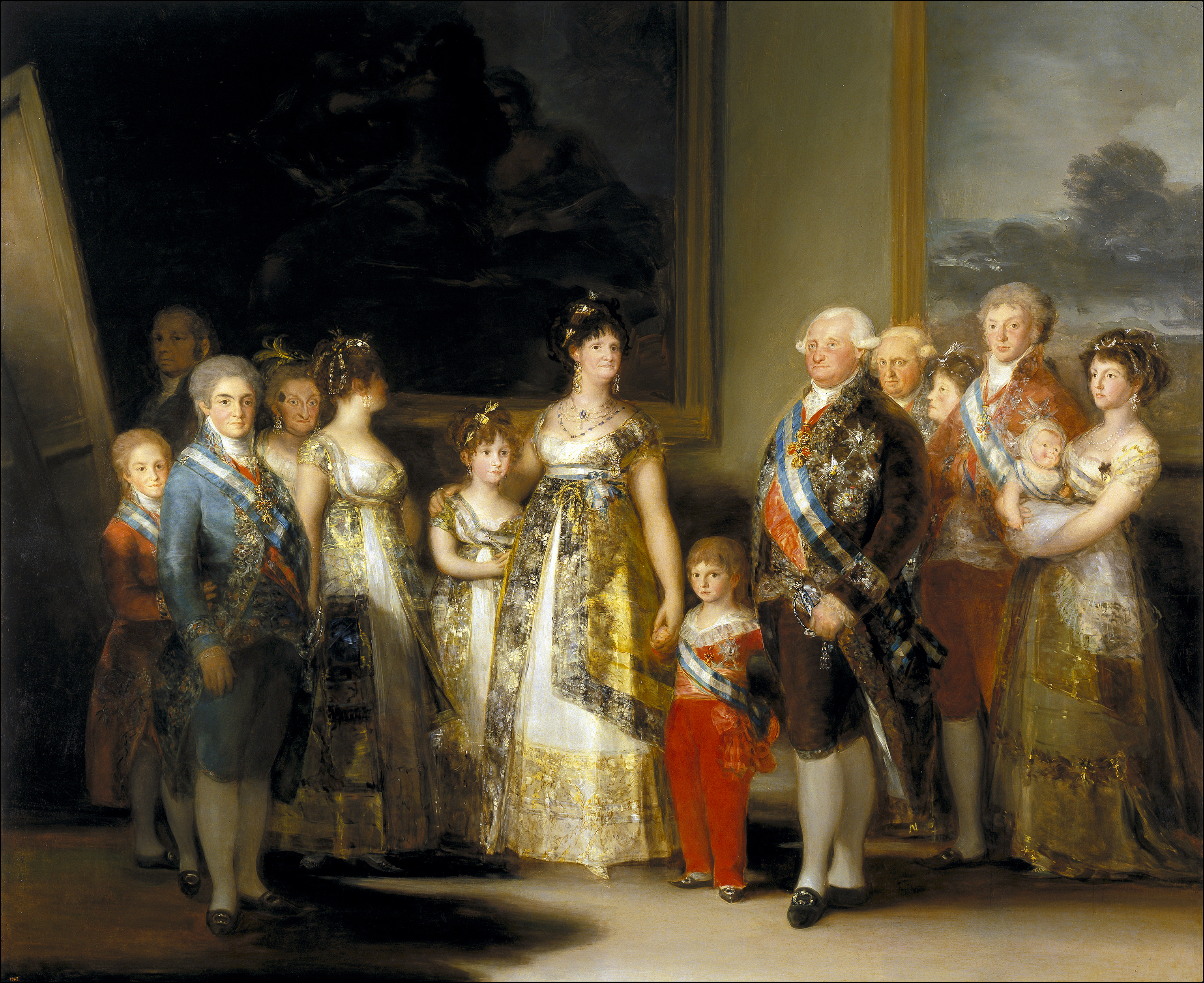
«Семья Карла IV» кисти Франсиско Гойя. Слева направо: Дон Карлос Старший, будущий король Испании Фердинанд VII, сестра Карла IV Мария Хосефа Кармела, жена будущего Фердинанда VII (на момент окончания картины было непонятно, кто ею будет), Мария Изабелла, супруга Карла IV королева Мария-Луиза Пармская, Франсиско де Паула де Бурбон, король Карл IV, его брат Антонио Паскуаль, Картола Жоакина (видна только часть головы), Людовик I с супругой Марией Луизой, на руках их сын — Карл II, будущий герцог Пармский. На заднем плане в тени Гойя изобразил самого себя

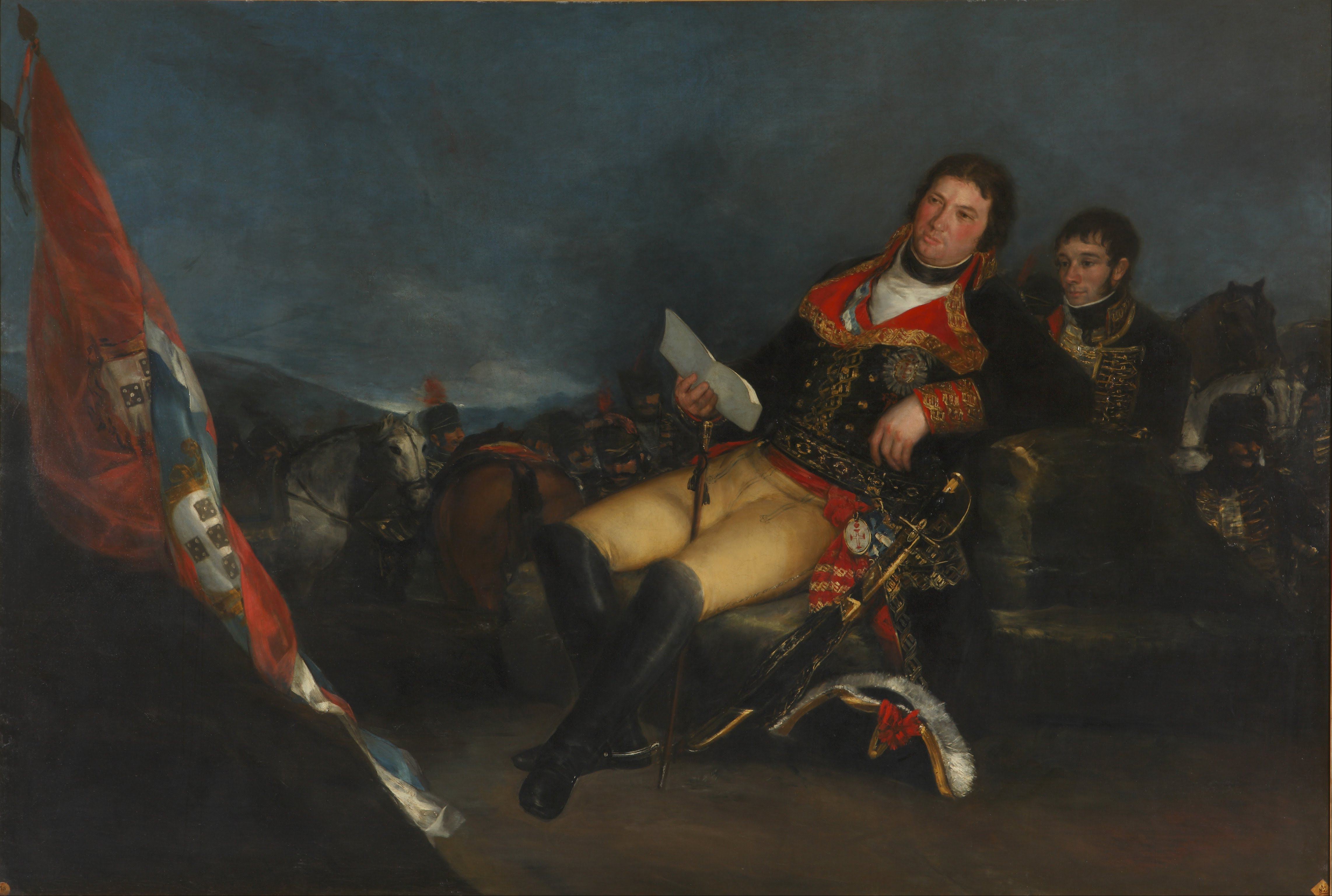
Портрет Мануэля Годоя кисти Франсиско Гойи

Начавшаяся в 1789 году Великая французская революция кардинальным образом изменила международное равновесие в Европе, поместив Испанию в границы революционного очага. Меры по его предотвращению были эффективны, поскольку, за исключением симпатизирующих изолированных групп (заговор Пикорнеля в 1795 году), общественный консенсус в Испании был контрреволюционным и активно поддерживался духовенством под контролем инквизиции, которая в свою очередь действовала как своеобразный санитарный кордон. Тем не менее попытка Первой коалиции покончить с революционной Францией вооружённым путём провалилась и закончилась, в частности, войной в Пиренеях в 1793—1795 годах на испано-французской границе. После продолжения развития внутренних событий во Франции (Термидорианский переворот 1794 года) и с приходом в 1799 году к власти Наполеона испанские приоритеты изменились, и выбор пал на решение возобновить традиционный франко-испанский альянс (Семейный пакт), несмотря на то, что Наполеон не принадлежал к королевской фамилии Бурбонов, а был всего лишь политическим простолюдином, самокоронованным императором Бонапартом, незаконно захватившим власть и трон в Париже, и даже несмотря на то, что такие «выскочки» поддерживали революционную законность, которая привела на гильотину Людовика XVI, двоюродного брата короля Испании.
В 1792 году на должность премьер-министра был назначен Мануэль Годой, честолюбивый военный незнатного происхождения, пользующийся покровительством королевы Марии-Луизы Пармской. После подписания в 1795 году базельского мирного договора он, будучи пожалованным титулом Князя Мира, устранил от власти аристократическую просвещённую элиту, которая руководила государством со времени правления Карла III (Хосе Флоридабланка, Педро Абарка Аранда, Гаспар Мельчор де Ховельянос и других), в некоторых случаях отправляя неугодных в изгнание или тюрьму.
В результате незначительного успеха в Апельсиновой войне против Португалии (1801 год) Испания получила небольшой пограничный округ Оливенса, но гораздо важнее были серьёзнейшие последствия Трафальгарского сражения 21 октября 1805 года, в котором была потеряна лучшая часть испанского флота. Несмотря на поражение, закрепившее подчинённое положение Годоя по отношению к императору, который добился решительных побед в военных кампаниях в Центральной Европе, в 1807 году был заключён договор Фонтенбло, предусматривавший совместное вторжение Франции и Испании в Португалию (слабое место в континентальной блокаде Англии), но который фактически служил для того, чтобы несколько корпусов французский армии оккупировали стратегические области Испании.
Мощный экономический кризис на рубеже века отчётливо показал драматическую форму структурной слабости старого режима Испании, прежде всего, кризис фискальной системы монархии, а также вызванные чередой войн торговый и финансовый кризисы, бывшие лишь одним из аспектов кризиса циклического. Гораздо более глубокой причиной сложившегося положения было усилившееся в XVIII веке исчерпание демографического цикла, не сопровождающееся аграрными реформами, которые позволили бы значительно увеличить производство. Либеральные экономическе реформы не претворялись в жизнь из-за сопротивления мощных привилегированных групп, видевших в этих преобразованиях ущемления их интересов. Единственным исключением стали урезание привилегий Месты Кампоманесом между 1779 и 1782 годами, робкая политика либерализации рынка зерна после мятежа Эсквилаче в 1766 годе и торговля с Америкой в 1765 и 1778 годах. Все эти негативные факторы вели к продовольственному кризису, голоду и росту социальных волнений в стране.
Многообещающая ситуация в лишь немного отстававших от более развитых европейских стран испанской науке и технике, включая научное и стратегическое значение результатов испанских экспедиций (доставка вакцины в 1803 году), резко ухудшилась вследствие неспособности государства поддерживать усилия, которые отсталые социально-экономической структуры были не в состоянии продолжать оказывать по частной инициативе, несравненно более слабой, чем в Англии того времени, когда она играла ведущую роль в промышленной революции. Пренебрежение или даже преследования, которым подвергались некоторые из ключевых фигур, являющихся движущими силами испанской научно-технической модернизации (Алессандро Маласпина, Августина де Бетанкура), закончились более динамичным прогрессом в других странах (как это случилось с наиболее перспективным предприятием того времени — исследованиями испанских владений в Америке Александром фон Гумбольдтом, начатыми под испанской эгидой).
Растущая непопулярность Годоя привела к формированию внутри двора партии сторонников Фердинанда VII — «фернандинос», подготовившим мятеж в Аранхуэсе — государственный переворот, действительно привёдший к свержению и отречению Карла IV в пользу его старшего сына Фердинанда, которому, тем не менее, не удалось остаться на престоле из-за вмешательства Наполеона, сумевшего под разными предлогами заставить всю королевскую семью присоединиться к нему во Франции (фактически — в качестве заключённых).

## Освободительная война (1808—1814)
Скандальное поведение королевского двора, королевской семьи и высших должностных чинов бюрократии и армии перед лицом французской военной оккупации и политических манёвров Наполеона привели к общественному взрыву, документальное выражение которого зафиксировано указом мэра городка Мостолес, последовавшим сразу же за началом восстания 2 мая 1808 года в Мадриде. Быстрое распространение документа происходило одновременно с созданием местных (муниципальных) хунт, присвоивших более или менее явно, суверенное представительство от имени пленного короля Фердинанда VII Желанного. Это приводило к появлению всё более революционных политических форм: первой из них 25 сентября 1808 года стала Верховная Центральная хунта, в составе которой доминировали представители испанского Просвещения Флоридабланка и Ховельянос; затем 24 сентября 1810 года Регентский Совет созвал Кадисские кортесы, где политической группе либералов (название, которое приняли составители Международного политического словаря, — Диего Муньос Торреро, Агустин Аргуэльес и граф Торено) удалось заставить сторонников абсолютизма (Бернардо Мосо де Росалес, Педро де Кеведо-и-Кинтана — епископ Оренсе и генерал-инквизитор, последний Великий инквизитор) при разработке Конституции 1812 года и в последующей законодательной деятельности отменить основные экономические, социальные и юридические принципы старого режима — церковную десятину, майорат, право сеньора, инквизицию и прочие.
Кроме того, большая часть общественной и интеллектуальной элиты по убеждению или из-за личного удобства высказалась за сотрудничество с властью, введённой Наполеоном, получив за это прозвище «офранцуженные» (Мариано Луис де Уркихо, Франсиско Кабаррюс, Мелендес Вальдес, Хуан Антонио Льоренте, Леандро Фернандес де Моратин и ещё длинный список, в который вошёл сам Франсиско Гойя). Брат Наполеона Хосе I Испанский (Жозеф Бонапарт и Пепе Ботелья) был призван занять вакантный трон Испании. Тот факт, что он был первым королём, который теоретически правил в соответствии с Конституцией или уставом (Конституция Испании, известная также как «Статут Байонны», 8 июля 1808 года), делает его первым конституционным королём Испании, ставшей к тому времени либеральным государством в соответствии с критериями нового режима в данном случае навязанными французскими оккупантами за четыре года до того, как кадисским депутатам удалось создать форму самоуправления и концепцию национального суверенитета.
Военные кампании проходили, сменяя друг друга. На первоначальный успех испанской армии под командованием генерала Франсиско Хавьера Кастаньоса, который сумел одержать победу и взять в плен 19 июля 1808 года в битве при Байлене корпус французской армии, что стало первым крупным поражением сухопутных войск в наполеоновских войнах, ответил сам лично присутствующий на полуострове Император. Ещё одним из успехов военных кампаний стала оккупация обширной территории, оставившая незанятыми только несколько осаждённых анклавов таких, как защищённый английским флотом Кадис.
Города Сарагоса и Жирона оказали сопротивление, достойное героического эпоса. Народное сопротивление в форме партизанской войны (Эль Эмпесинадо, Эспос и Мина) и наступление испанских, английских и португальских регулярных войск под командованием герцога Артура Веллингтона, заставили французскую армию сдать позиции и отойти назад (битва у холма Арапилес 22 июля 1812 года и битва при Витории 21 июня 1813 года). Последствия войны по количеству смертей, в том числе от голода, по масштабам разрушений оборудования и научной испанской инфраструктуры (в результате насилия, а в некоторых случаях — преднамеренно и с обеих сторон) были огромны. Уход в изгнание «офранцуженных» открыл цикл испанских политических ссылок, который в дальнейшем будет последовательно обновляться с каждым изменением режима вплоть до 1977 года.

## Независимость Латинской Америки
В испанских колониях в Америке новости 1808 года вызвали общественную реакцию, только частично аналогичную той, которая наблюдалась на полуострове. Вакуум власти так же был заполнен созданием местных (муниципальных) хунт, которые так же были готовы отклониться в сторону более революционных позиций. Сложившаяся ситуация характеризовалась всё более очевидным стремлением к обретению независимости, выражаемым общественной группой креолов, которое достигло наивысшего подъёма в декларациях о независимости. Для американских депутатов, которые в качестве представителей американских колоний участвовали в Кадисских кортесах, определивших в Конституции понимание единства испанской нации как воссоединение испанцев обоих полушарий, это положение не стало достаточно привлекательным для того, чтобы предотвратить поддерживаемое Англией движение за независимость по примеру ранее освободившихся Соединённых Штатов и Гаити, отказываясь от любого промежуточного решения, если только не подразумевалась полная независимость.
Введение испанских военных сил в центры борьбы за независимость не получило достаточно надёжной поддержки, особенно после военного заговора Рафаэля дель Риего в Кабесас-де-Сан-Хуан в январе 1820 года, который привлёк войска, предназначавшиеся для отправки в Латинскую Америку, к возникшему на полуострове внутреннему конфликту. Войска Симона Боливара из Венесуэлы и Хосе де Сан-Мартина из Аргентины поставили в безвыходное положение в Центральных Андах последнюю испанскую армию, сражавшуюся в Латинской Америке, которая в конечном итоге была разбита и взята в плен в битве при Аякучо 9 декабря 1824 года. Независимость Мексики и Центральной Америки осуществилась в автономной и относительно мирной форме, будучи утверждённой личным распоряжением Агустина де Итурбиде, получившего к тому времени титул императора. Только Куба и Пуэрто-Рико, кроме Филиппин, продолжали оставаться испанскими колониями, и эта ситуация сохранялась вплоть до 1898 года.

## Правление Фердинанда VII (1814—1833)

### Абсолютистское шестилетие (1814—1820)
Фердинанд VII был отпущен Наполеоном на родину (13 декабря 1813 года Наполеон особым договором в Валансе признал Фердинанда VII королём Испании и разрешил ему вернуться в страну); это означало прекращение военных действий со стороны Испании, что в будущем повлекло за собой потерю британской поддержки. Абсолютисты (или «сервили», как их называли либералы) идеологически организовались вокруг документа, известного под названием «Манифест персов», в котором они заклеймили либералов и Конституцию 1812 года и призывали короля к восстановлению общественно-политического и институционального положения, существовавшего до 1808 года. Они даже инсценировали непосредственную встречу короля с населением, во время которой несколько человек выпрягли лошадей из его кареты, чтобы везти его самим с криками: «Да здравствуют оковы!». Восприимчивый к этим идеям, Фердинанд объявил Конституцию и декреты Кадисских кортесов недействительными, и в течение шести лет правил без каких-либо ограничений. Начались активные политические преследования как либералов (большинство из которых были «фернандинос»), так и «офранцуженных».
Армия тоже не избежала политической чистки командного состава, король не мог доверять большей части армии, которая уже не была к тому времени сословной организацией, созданной при старом режиме, но, в основном, была сформирована из выдвинувшейся благодаря военным заслугам молодёжи — детей так называемых «сегундонес», которые в других обстоятельствах стали бы священнослужителями, или даже бывших священнослужителей, оставивших своё занятие, или партизан любого социального происхождения. Многие из тех, кто не отправился в изгнание, были заключены в тюрьму, сосланы или потеряли свои должности (как Эль Эмпесинадо). Большие надежды возлагались на восстановление такого института, как инквизиция, для осуществления и последующего усиления общественного контроля.
Единственной возможностью возобновления либерального революционного процесса был военный переворот, который неоднократно и каждый раз безуспешно пытались совершить в период правления Фердинанда VII, что привело к череде новых ссылок (Франсиско Эспос-и-Мина). Видные политические деятели Хуан Диас Порлиер, Хоакин Видал и Луис Лейси-и-Готье или погибли в сражениях, или были арестованы и расстреляны.
Восстановление привилегий дворянства и духовенства усугубило банкротство системы налогообложения, которая превратилась в хроническую несостоятельность в отношении выплаты процентов по долгам и привела к невозможности компенсацию потери доходов от американских колоний. Часть финансовых средств король получил от продажи Флориды, осуществлённой под давлением США, средства были использованы для покупки у русского царя Александра I флотилии, которая предназначалась для отправки испанской армии в Америку. Задержка с отправкой экспедиции в результате плохого состояния этих кораблей (некоторые из них не были пригодны для дальнего плавания) явилась одной из причин концентрации дислоцированных вокруг Кадиса войск, которая превращалась во всё более опасный политический фактор.

### Либеральное трёхлетие (1820—1823)
Экспедиционная армия не только не направилась для подавления освободительного движения в американские колонии Испании, но 1 января 1820 года именем Конституции и под командованием полковника Рафаэля Риего сама превратилась в революционную армию. После напряжённых событий были получены известия о восстании и присоединении к нему городов, снова организовавших хунты, в то время как король был вынужден оставаться в бездействии за отсутствием готовых его поддержать военных. В конце концов, он присягнул на верность Конституции Кадиса со знаменитой фразой: «Вступим же все как один, и я буду первым из вас, на конституционный путь». Очевидное лицемерие и неискренность такой клятвы нашли своё отражение в тексте сатирической песни «Трагала» («Жри, собака»), которая превратилась в либеральный гимн.
В течение трёхлетнего периода Патриотические общества и пресса стремились добиться расширения либеральных принципов, в то время как Кортесы, избранные системой всеобщего косвенного избирательного права, вернули кадисское законодательство (упразднение майората и привилегий сеньора (сеньориальных прав), конфискация церковных земель, закрытие монастырей, отмена половины десятины), а также выполнили ключевую роль, которую им предоставила Конституция 1812 года во имя национального суверенитета, не принимая во внимание волю короля, от которого они не могли ожидать какого-либо институционального сотрудничества. Политический раскол в институциональном пространстве установился между деятелями 1812 года (исп. doceanistas) или умеренными либералами, сторонниками преемственности действующей Конституции (даже если это означало поддержание баланса сил с королём), и деятелями 1820 года (исп. veinteanistas) или леволиберальными «эксальтадос», сторонниками проекта новой Конституции, которая ещё больше усиливала доминирование законодательной власти и доводила реформы до максимальной степени революционного преобразования (некоторые из этой группы, меньшинство, были явно республиканскими). Первые правительства были сформированы умеренными либералами («модерадос») (Эваристо Перес де Кастро, Эусебио Бардахи Асара, Хосе Габриэль де Сильва-и-Басан — маркиз де Санта-Крус и Франсиско Мартинес де ла Роса). После вторых выборов, состоявшихся в марте 1822 года, в новых Кортесах, председателем которых был избран Риего, явно доминировали «эксальтадос». В июле того же года король предпринял попытку исправить политическую ситуацию в свою пользу, используя недовольство военных (восстание Королевской гвардии), которое было подавлено Национальной милицией в столкновении 7 июля на Пласа Майор, главной площади Мадрида.
После этого «эксальтадос» сформировали правительство, во главе 6 августа которого встал Эваристо Фернандес де Сан-Мигель.
Непродолжительность периода Либерального трёхлетия способствовала тому, что большую часть законодательных актов, принятых в течение этих трёх лет, не удалось претворить в жизнь (закон о пустошах и королевских землях, новая система пропорционального налогообложения и другие). Только такие вопросы, как целостность и сбалансированное развитие национального рынка, устранение внутренних таможенных пошлин и создание сильного протекционизма в сельском хозяйстве, имели определённую преемственность. Сюда же относится новый закон о разделении испанской территории на провинции, который, тем не менее, не был реально действующим вплоть до 1833 года.
События в Испании оказали очень большое влияние на страны Европы, особенно на Португалию и Италию (в которых происходили подобные революции, основанные на модели конспиративных тайных обществ, где главными действующими лицами были молодые военные, даже взявшие текст Конституции Кадиса в качестве образца), поэтому историография определяет весь процесс, как революцию 1820 года.
Абсолютистская реакция внутри страны проявилась в решительном сопротивлении значительной части духовенства (особенно классов высшего духовенства и чёрного духовенства), которое использовало недовольство части безземельных крестьян и способствовало заговору с очевидной поддержкой короля (так называемое Регентство Ургеля). Тем не менее, решающая сила пришла из-за рубежа: законопослушная, верноподданная и реакционная Европа времени Реставрации или Венского конгресса, убеждённая сторонница интервенционизма, не могла примириться с революционной заразой. Страны Священного союза, собравшиеся 22 ноября 1822 года на конгрессе в Вероне, приняли решение поручить французскому правительству направить в Испанию войска (которых называли «Сто тысяч сыновей Сан-Луиса») для восстановления абсолютной власти законного короля Испании.

### Роковое десятилетие (1823—1833)
Возвращение абсолютизма принесло с собой возвращение к политическим репрессиям против либералов. Была создана политическая полиция, повешен Рафаэль дель Риего, а новая большая волна изгнанников покинула страну. Военные либеральных взглядов вновь обратились к практике тайных обществ, заговоров и государственных военных переворотов, которые снова были оплачены неудачами и казнями (Эль Эмпесинадо, Торрихос, Мариана Пинеда и другие). Доносы, затребованные полицией, дали место таким отвратительным персонажам, как мадридская «Тётушка Сплетница».
Однако, несмотря на название, присвоенное историографической наукой этому времени (в результате опыта пострадавших), интенсивность зловещих репрессий в это время была ниже, чем в течение абсолютистского шестилетия, и ослабление репрессий было очевидным по мере того, как десятилетний период подходил к концу. После исчезновения надежды на рождение наследника престола мужского пола (три брака короля были бездетными, в четвёртом браке появился первый ребёнок, но это была дочь Изабелла, родившаяся в 1830 году, второй была тоже девочка), большая часть двора — окружение королевы Марии-Кристины и наименее реакционные аристократы — оказали давление на всё более стареющего и болезненного короля, с тем чтобы отменить салический закон, препятствующий наследованию по женской линии. Наиболее абсолютистски настроенная часть дворянства и духовенства, собравшаяся вокруг брата короля Карлоса Марии Исидро, признавала салический закон оставшимся в силе, а Карлоса поэтому считала наследником престола. Сторонники королевы Марии-Кристины («кристинос») увидели в сближении с более умеренными представителями либералов наиболее приемлемый и обоснованный ход, и использовали такие меры привлечения либералов на свою сторону, как амнистия 1832—1833 годов, что позволило многим из них вернуться из ссылки. Между тем, карлистское повстанческое выступление (Война «пострадавших» или «недовольных») предварялось активной деятельностью, особенно в сельских районах, таких групп, как «апостолики».
Абсолютистская камарилья (группа придворных, наиболее близкая к королевскому трону, круг которых постоянно менялся) оказалась неспособной разрешить неотложную ситуацию, особенно в то время, когда Испания потеряла доходы от колоний. Не было иного способа, как обратиться к просвещённым политическим деятелям. Именно благодаря их усилиям появились закон о горнодобывающей промышленности, протекционистские тарифы для промышленности, был принят Торговый кодекс (1829 год) и установлено разделение на провинции в рамках реформ Хавьера де Бургоса (1833 год). Несмелые экономические преобразования практически открывали дверь либерализму. Кроме того, сторонники абсолютизма не могли иметь внешнюю поддержку: революция 1830 года установила во Франции буржуазную монархию («король-гражданин» Луи-Филипп).

## Правление Изабеллы II (1833—1868)

### Регентства (1833—1843)

#### Регентство Марии-Кристины (1833—1840) и Первая Карлистская война
29 сентября 1833 года дочь Фердинанда VII Изабелла II, не достигнув трёхлетнего возраста, наследовала отцовскую корону при регентстве своей матери Марии-Кристины. Протест против нового закона о престолонаследовании со стороны карлистов означал начало гражданской войны, в которой оба противника представляли картину идеологического и социального разлома: с одной стороны — защитники старого режима, в основном, духовенство, большая часть дворянства и крестьяне северной половины Испании; с другой — приверженцы нового режима, которые приблизительно состояли из среднего класса и городского населения (возглавляемые наиболее политически сознательными членами общества: около 13 000 изгнанников, получивших по новой амнистии разрешение вернуться, множество освобождённых заключённых, новые местные руководители, избранные в результате ноябрьских муниципальных выборов, и большая часть офицеров армии, которые получили доступ к ключевым постам в командном составе). Представители аристократии разделились в соответствии с критериями целесообразности, территориальной принадлежности и положения при дворе. Многие семьи оказались насильственно разъединены, а в большинстве районов стала очевидной географическая конфронтация городов, где были созданы хунты и проходил набор в либеральную Национальную милицию, окружённых сельской местностью, где вооружались отряды карлистов (настоящие добровольцы были распущены). Мобилизация населения с обеих противоборствующих сторон напоминала 1808 год — как в случае с явно революционным духом, так и в другом, с явно реакционным.
При дворе правительство более или менее либерального направления (Франсиско Сеа Бермудес — умеренный абсолютист, Франсиско Мартинес де ла Роса — умеренный либерал, Хуан Альварес Мендисабаль, Франсиско Хавьер де Истурис и Хосе Мария Калатрава — либеральные прогрессисты, которые ввели звание премьер-министра Испании вместо ранее употреблявшегося звания Госсекретаря), не добившись решительной победы в войне, столкнулось с серьёзными финансовыми трудностями, с которыми не могло справиться без конфискации церковных и монастырских земель, проводимой Мендисабалем и являвшейся очень важным решением: в то же время, когда были лишены основных экономических ресурсов социальные и идеологические враги нового режима (духовенство), произошло образование нового общественного класса земельных собственников различного социального происхождения — дворян, буржуазии и разбогатевших крестьян. Этот класс сформировался на юге Испании как настоящая земельная олигархия, чей капитал должен был использоваться в качестве платёжного средства на аукционах ценных бумаг по государственным займам, а девальвация сделала возможным восстановление международного кредита и финансовой устойчивости (гарантированная в будущем оплата налогов за землю, ранее обособленную от рынка и освобождённую от налогов и в настоящее время свободную, не отчуждаемую по «праву мёртвой руки»). Отмена сеньориального режима не означала (как это было во время Французской революции с её историческим указом о ликвидации феодализма от 4 августа 1789 года) социальной революции, которая дала бы крестьянам собственность. В отношении светских сеньоров путаница в различиях между родовыми владениями (исп. senorios solariegos) на основе безусловного права собственности и владениями, установленными в судебном порядке (исп. jurisdiccionales) давнего происхождения и невозможностью их документального подтверждения, привела к массовому юридическому признанию полного права собственности сеньоров, что лишь изменило их правовой статус и оставило незащищёнными перед свободным рынком в связи с упразднением института майората (то есть, они имели возможность продать или завещать своё имущество по собственной воле, но одновременно рисковали потерять его в случае плохого управления).
Антиклерикализм превратился в общественную силу всё возрастающей важности, которая могла проявляться в жестоких и насильственных действиях, начиная с убийства монахов 17 июля 1834 года в Мадриде (во время эпидемии холеры, которая возникла, по слухам, после с отравлением монахами источников). В следующем 1835 году получили широкое распространение поджоги и ограбления монастырей в нескольких районах Испании. Проводимая карлистской стороной антилиберальная борьба дошла до крайне жестоких насильственных мер (Рамон Кабрера по прозвищу «Тигр Маэстразго»).
В институциональном отношении управление осуществлялось в соответствии с уставом: Королевским статутом 1834 года, который не признавал ни национальный суверенитет, ни права или свободы, исключая только предоставленные королевской волей со введением сильных механизмов контроля народного представительства (двухпалатная система с многостепенной системой выборов, палата депутатов с очень высоким имущественным цензом — избирательное право получили лишь 0,15 % населения, и палата пэров с известным количеством членов, пожизненно назначаемых королём из аристократов и высшего духовенства).
Документ оставался в силе до тех пор, пока бунт солдат Гранхи (12 августа 1836) вынудил королеву-регентшу Марию-Кристину восстановить действие Конституции 1812 года. В следующем году повторилась ситуация с возвращением к более консервативному тексту в Конституции Испании 1837 года, хотя и на основе революционных принципов национального суверенитета; было закреплено разделение полномочий между Кортесами и Короной, как институтами государственной власти, в пользу Короны, и поддерживалась двухпалатная система (с новыми названиями — «Конгресс» и «Сенат»). Несмотря на то, что впервые были введены прямые выборы, избирательная система продолжала быть благоприятной для самых богатых слоёв общества и избирательный ценз снизился лишь незначительно — 257 908 избирателей (2,2 % населения страны). Конфессионализм был заменён признанием обязательств по обеспечению потребностей католической церкви и священнослужителей исповедуемой испанцами католической религии. В то время существовал раскол между умеренными либералами (многие из них, бывшие «эксальтадос» либерального трёхлетия, эволюционировали в сторону консерватизма), как граф Торено, Алькала Гальяно и генерал Рамон Мария Нарваэс, которые пользовались доверием Марии-Кристины и в 1840 году сформировали правительство (Эваристо Перес де Кастро), и прогрессистами, как Хуан Альварес Мендисабаль, Салустиано Олосага и генерал Бальдомеро Эспартеро (лишёнными этого доверия, но чья политическая и военная поддержка была по-прежнему решающей).
Карлисты остались без международной поддержки и без ресурсов, и генерал Рафаэль Марото согласился на прошедшие 31 августа 1839 года мирные переговоры с Эспартеро (известные сейчас, как «Объятия Вергары»), давая возможность карлистским военным деятелям интегрироваться в национальную армию. Подавляющая часть карлистского дворянства в большей или меньшей степени положительно восприняла новую ситуацию. Другое условие, определяющее новый режим (политический централизм) — противостоящий карлистскому признанию фуэрос, было смягчено для Страны Басков и Наварры (закон от 25 октября 1839 года вместо того, чтобы отменить фуэрос, конфирмовал их, несмотря на конституционное единство монархии). Приверженец карлизма Рамон Кабрера сопротивлялся ещё несколько месяцев.
Положение Марии-Кристины во время регентства было скомпрометировано с момента её вступления в 1833 году в тайный брак, заключённый с гвардейцем Агустином Фернандо Муньос-и-Санчесом, впоследствии получившим титул герцога Риансареса, с которым у неё было восемь детей. Личный авторитет и контроль над армией, которого добился генерал Эспартеро, позволили ему занять одну из ключевых позиций и фактически стать альтернативой монаршей власти. Попытки королевы-регентши привлечь его на свою сторону посредством пожалования титулов, и даже назначение премьер-министром, не помешали углублению глубоких расхождений между ней и генералом, в частности, по вопросу о роли Национальной милиции и автономии муниципалитетов; вопрос, который в конце концов 15 июня спровоцировал отставку Эспартеро. Последующие восстания против Марии-Кристины, вспыхивавшие в самых крупных городах, привели её 12 октября 1840 года к отречению от престола и отказу от осуществления регентства и опеки над своими дочерьми (в том числе королевой Изабеллой) в пользу генерала Эспартеро.

##### Испанский романтизм
Интеллектуалы (на многих из них политические волнения и возвращения из ссылок оказали плодотворное влияние) привили новый романтический стиль, который распространился на поэзию (Хосе де Эспронседа), театр (герцог Анхель Сааведра) и разнообразную, остроумную и талантливую прессу, разжигающую политические и литературные дискуссии, но чьё выживание всегда оказывалось под угрозой цензуры и экономической незащищённости. Среди многих известных представителей журналистики выделяются такие фигуры, как Альберто Листа, Мануэль Бретон де лос Эррерос, Серафин Эстебанес Кальдерон, Хуан Никасио Гальего, Антонио Рос де Олано, Рамон Месонеро Романос и, прежде всего, удивительный поэт и яркий публицист Мариано Хосе де Ларра, который смог воплотить события повседневной жизни и самые серьёзные проблемы в кратких и гениальных строках, получивших очень широкую известность («Возвращайтесь завтра, Писать в Мадриде — значит оплакивать, Здесь покоится половина Испании, она умерла от другой половины»). Похороны Ларры, покончившего жизнь самоубийством 13 января 1837 года, стали одним из самых особенных моментов испанской художественной жизни и ознаменовали появление нового имени в испанском романтизме в лице молодого Хосе Соррильи.

#### Регентство Эспартеро (1840—1843)
Регентство Эспартеро было утверждено Кортесами 8 марта 1841 года, где также высказывались мнения не только за единоличное регентство, но и за регентство трёх и пяти лиц.
Правительства прогрессистов приступили к применению закона о конфискации имущества (земель) белого духовенства, с гарантией со стороны государства поддержания приходов и семинарий. Они пытались создать национальную систему образования, в которой Церкви не отводилась бы господствующая роль, но, учитывая недостаток средств, реализация системы образования, соответствующей этому намерению, не была достигнута вплоть до второй половины века, что было уже при «модерадос» и неокатоликах. Образование граждан и создание национальной истории (в частности, посредством покровительства, оказываемого таким жанрам, как историческая живопись) может рассматриваться как одно из принципиальных требований построения либерального государства.
Компромисс, достигнутый в Вергаре в отношении фуэрос басков, был нарушен законом от 29 октября 1841 года, который отменил их в полном объёме.
Предпринимавшиеся попытки стимулировать экономическую деятельность, придерживаясь принципов свободной торговли, привлекли иностранные инвестиции (в основном английский, французский и бельгийский капитал) в такие отрасли, как горнодобывающая промышленность и финансы. Новые виды неравенства с неизбежностью породили так называемые социальные вопросы. Зарождающимся центром текстильной промышленности была Каталония, где уже возникло рабочее движение (принадлежащий братьям Бонаплата завод «Вапор» (El Vapor), открытый в 1832 году и пострадавший от нападения луддитского характера в 1835 году, которое по времени совпало с поджогами монастырей), ко времени продолжения процесса технологической модернизации (внедрение в производство хлопкопрядильных станков, привёдшее в дальнейшем к конфликтам) получило значительную поддержку наиболее радикальной части либеральных прогрессистов — будущих демократов и республиканцев, ещё не использующих такие названия. Протекционистские интересы как работодателей, так и рабочих, превратили Барселону в центр постоянных протестов против Эспартеро, которые в конечном итоге переросли в массовое восстание. Регент выбрал самые жестокие репрессии, прибегнув 3 декабря 1842 года к безжалостному артиллерийскому обстрелу города и последующей казни руководителей восстания.
Враждебность политиков и военных (Мануэль Кортина, Хоакин Мария Лопес, генерал Хуан Прим), которой Эспартеро противостоял в своей безапелляционной манере разрешения не только этого, но и всех других конфликтов в его политической жизни (распустил Кортесы и правил практически диктаторским образом), делала его всё более изолированным. Выборы принесли победу фракции прогрессиста Салустиана Олосаги, в значительной мере критиковавшего Эспартеро. 11 июня военный переворот, совершённый коалицией высших чинов «модерадос» и прогрессистов (некоторые из них были главными действующими лицами в предшествующих государственных военных переворотах: Нарваэс, О’Доннелл, Серрано и Прим), получил поддержку большей части армии, включая даже войска, присланные самим Эспартеро для участия в сражении (Торрехон-де-Ардос, 22 июля), так что 30 июля 1843 года регент был вынужден эмигрировать в Англию, являвшуюся основным бенефициаром его экономической политики.

### Совершеннолетие Изабеллы II (1843—1868)
Когда проблема обновления регентства стала очевидной, было принято решение, что королева Изабелла может быть объявлена совершеннолетней в возрасте 13 лет (10 ноября 1843 года) для самостоятельного осуществления своих обязанностей; это решение автоматически оказалось в полном соответствии со стремлениями умеренных консерваторов после периода политических интриг прогрессиста Салустиано Олосаги и вступившему в ряды «модерадос» Луиса Гонсалеса Браво, закончившегося торжеством Браво и изгнанием Олосаги. Произошёл даже неудавшийся военный переворот прогрессивного характера — восстание Боне в Аликанте, продлившееся с января по март 1844 года.

#### Умеренное десятилетие (1844—1854)

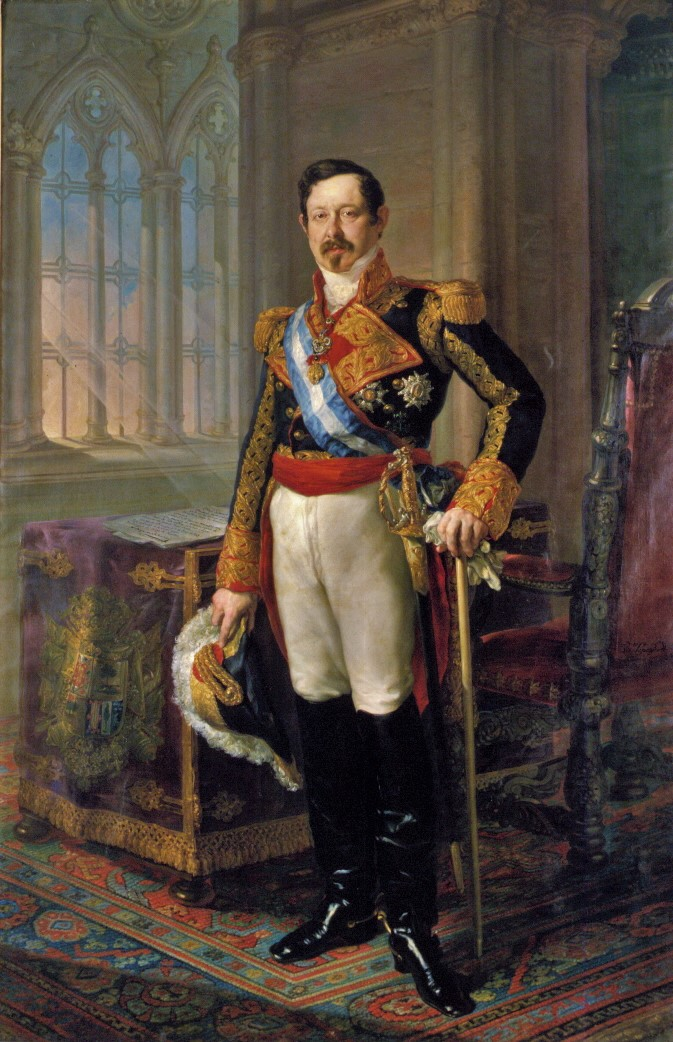
Рамон Мария Нарваэс, картина кисти Висенте Лопеса

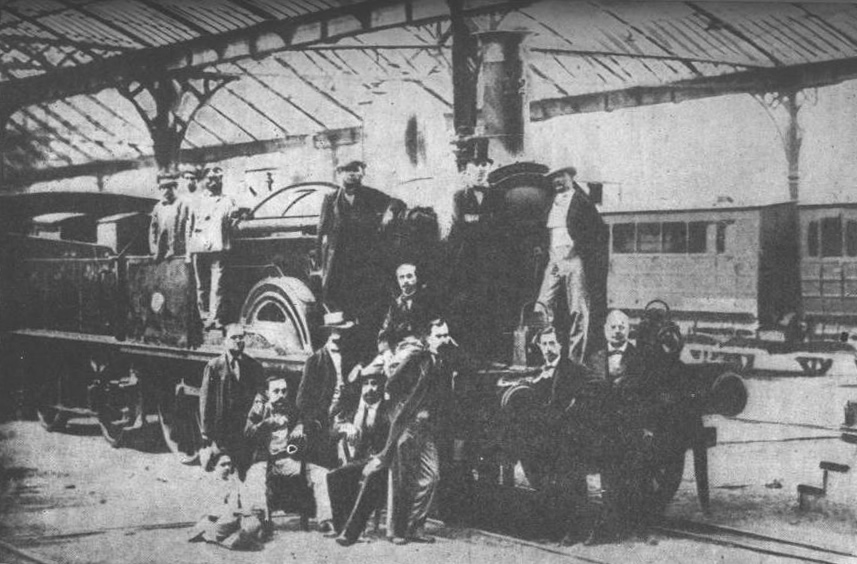
Железная дорога Барселона-Матаро, 1848 год

Пребывание генерала Рамона Нарваэса в качестве лидера умеренной партии и принятие им председательства в Совете министров 3 мая 1844 года положило начало эпохе политической стабильности, в которой оставшиеся в оппозиции прогрессисты не были допущены к государственному управлению, к властным постам, о которых договаривались в дворцовых камарильях.
13 мая 1844 года была создана Гражданская гвардия, военные силы размещены на территории в казармах для обеспечения законности и правопорядка, особенно в сельских районах. Гражданская гвардия создавалась в качестве однозначной противоположности Национальной милиции.
4 июля 1844 года была пересмотрена осуществлённая Эспартеро отмена привилегий Страны Басков и Наварры, которые частично были восстановлены, хотя это и не коснулось таких вопросов, как закон о фуэрос, кодекс баскских законов, внутренние таможенные пошлины или избирательные процедуры.
Закон о муниципальных советах 1845 года строго ограничивал муниципальную автономию в пользу централизма, предоставив правительству право назначать мэров. В том же году была принята Конституция 1845 года, очень похожая на Конституцию 1837 года (60 из 77 статей были идентичными), но реформированная таким образом, что более соответствовала идеологии либерализма. Вместо национального суверенитета был установлен суверенитет, разделявшийся между Кортесами и королём, но с преимуществом короля, которому предоставлялись прерогативы в созыве и роспуске Палат без каких-либо ограничений. Был подтверждён католический конфессионализм Испании. Регулировались права граждан, которые были строго ограничены, в частности, свобода выражения ограничивалась цензурой на печатные издания (важнейший вопрос жизненной необходимости, с которым постоянно сталкивалась пресса в Испании). Была ликвидирована Национальная милиция. Созданная Законом о выборах 1846 года избирательная система на основе ограниченного избирательного права, осталась в большой степени олигархической, при наличии цензового барьера до 97 тысяч избирателей (мужчины старше 25 лет, с определённым уровнем дохода, что было выше, чем предполагалось до тех пор), 0,8 % от общей численности населения. Правительство Хуана Браво Мурильо попыталось сделать так, чтобы была принята ещё более рестриктивная Конституция (текст был опубликован в «Гасета де Мадрид» (исп. Gaceta de Madrid) от 2 декабря 1852 года), но выраженная всем составом парламентариев сильная оппозиция привела к тому, что королева вынуждена была отказаться от проекта и повелела Браво Мурильо подать в отставку.
Конкордат 1851 года восстановил хорошие отношения со Святым Престолом. Папа признал Изабеллу II как королеву (она была награждена высшей папской наградой — Золотой розой), смирился с потерей церковного имущества и подтвердил такие права государства по отношению к церкви, как назначение епископов. В обмен на это испанское государство брало на себя обязательство содержать духовенство и культовые здания, обязавшись обеспечивать потребности белого духовенства, а также гарантировать католическое образование, в котором обучение на всех уровнях привязывалось к католическому вероучению, а церковь играла в нём решающую роль, как впрочем и в цензуре на печатные издания. Двор Изабеллы II превратился в истинный двор чудес из-за влияния, которое на королеву оказывали некоторые религиозные фигуры, такие как духовник королевы отец Антонио Кларет (Сан-Антонио Мария Кларет и пользовавшаяся славой «монахини со стигмами» сестра Патросинио). Слияние католической и традиционалистской идеологии с модерантизмом вызвало к жизни движение неокатоликов (маркиз де Вилума, Хуан Доносо Кортес, Хайме Балмес).
Политическая коррупция, включающая выдающихся финансистов (маркиз де Саламанка) и растущую королевскую семью (которую представляли королева и её супруг, её двоюродный брат Франсиско де Асис де Бурбон, её мать и отчим — Мария-Кристина со своим морганатическим супругом, которым было разрешено вернуться в 1844 году, а также чета Монпансье — сестра королевы со своим мужем, вступившие в брак в тот же самый день, что и сама королева, и обосновавшиеся в Испании с момента их изгнания из Франции после революции 1848 года), сопровождала зарождающийся подъём испанского капитализма, в то время как государственные финансы были упорядочены проведением налоговой реформы 1845 года, известной по имени её инициаторов как «налоговая реформа Мона—Сантильяна». Более продуктивно, чем в потерпевшей неудачу испанской промышленной революции, экономическое развитие при отсутствии национального капитала сосредоточилось в банковской деятельности и финансовой поддержке компаний, базирующихся на источниках природных богатств (рост посевных площадей и введение в эксплуатацию многочисленных шахт), а также в начавшейся прокладке железнодорожных линий. Всё это происходило с большим участием иностранного капитала, с чередой громких скандалов, и в результате способствовало возвращению к власти прогрессистов.

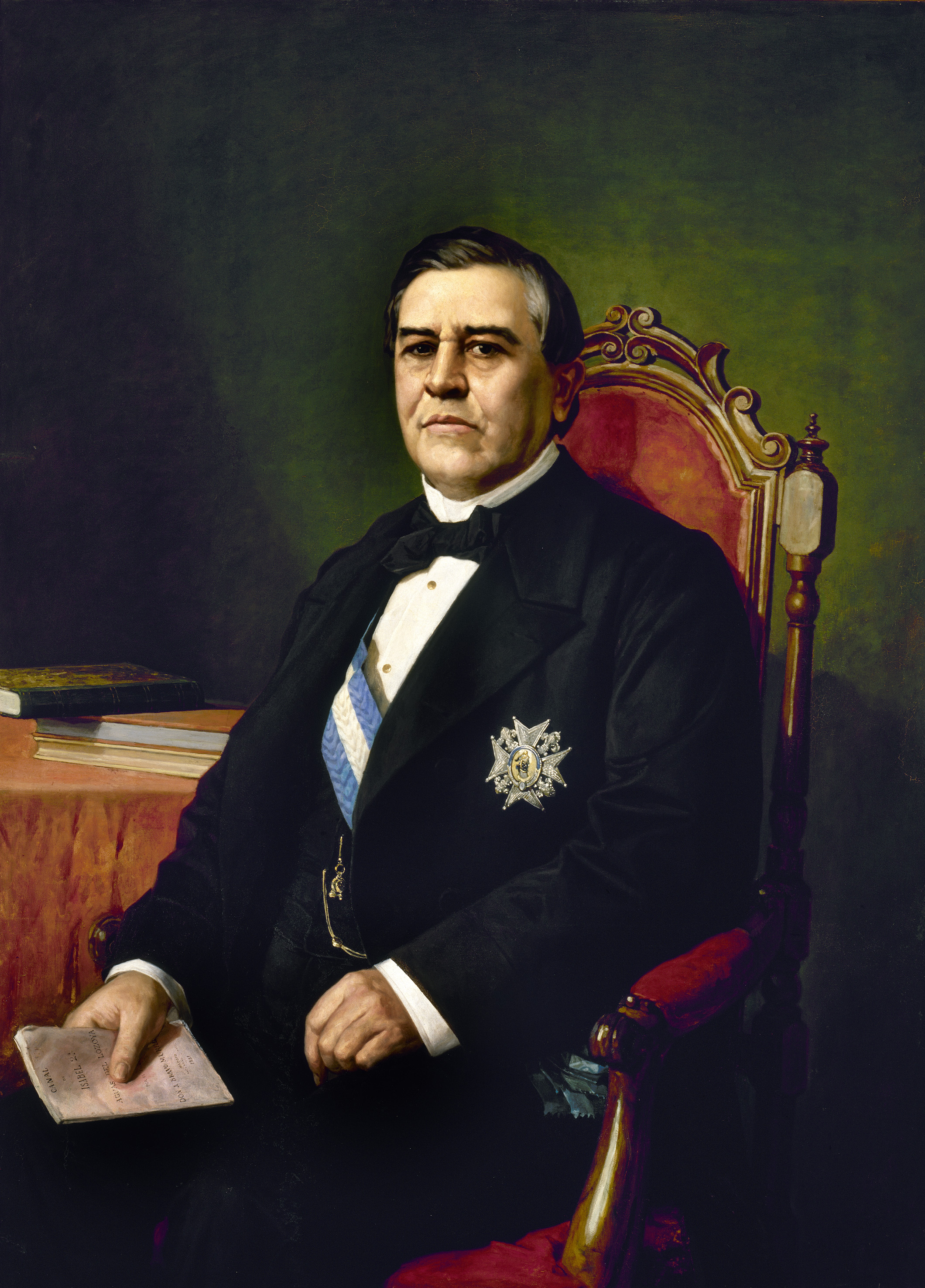
Хуан Браво Мурильо.
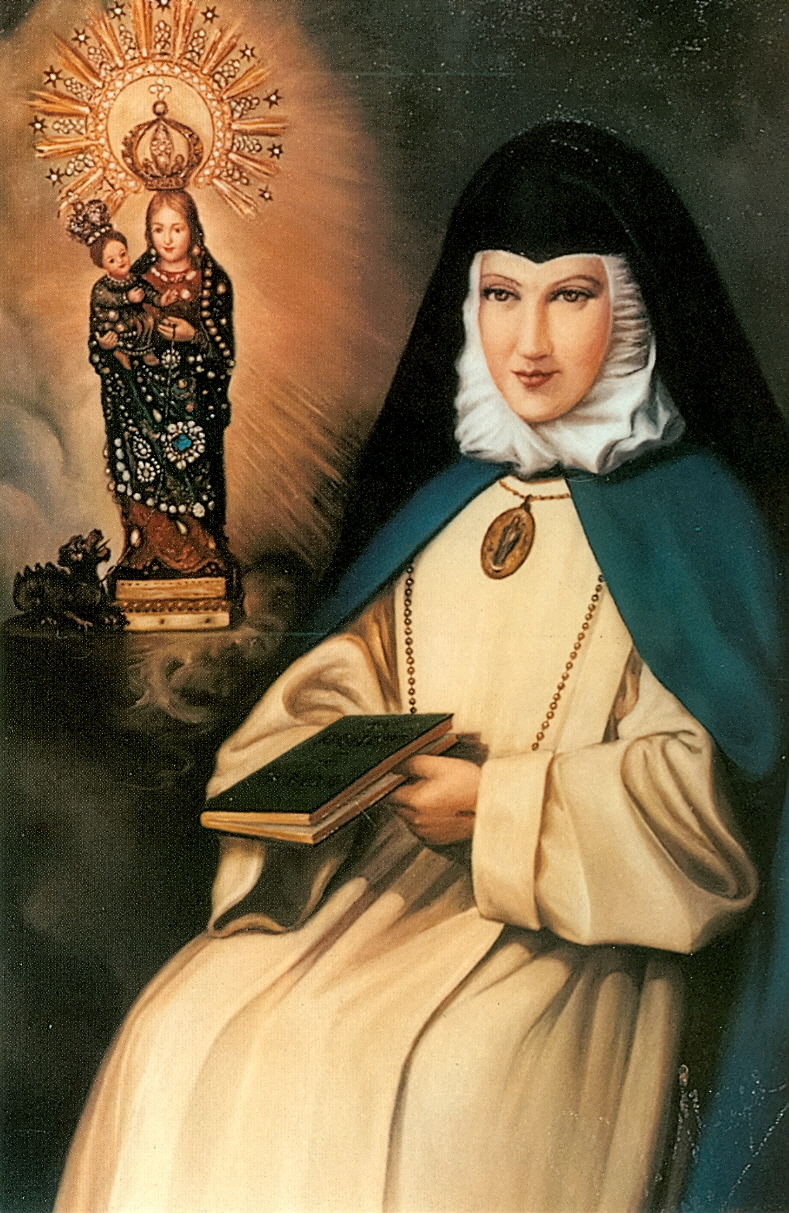
Сестра Патросинио, монахиня со стигмами.
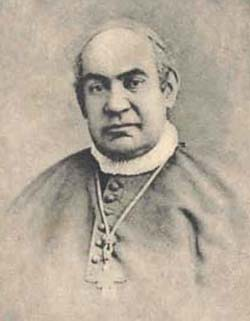
Антонио Кларет.

#### Период прогресса (1854—1856)
Авторитаризм Нарваэса и отсутствие возможности противопоставить ему что-либо в рамках государственного устройства вынудили оппозицию прибегнуть к решению с позиции силы: был организован военный переворот, который возглавил генерал Леопольдо О’Доннелл в Викальваро («Викальварада», 28 июня 1854). Неудачный исход первых боёв вынудил О’Доннелла отступить на юг, где он воссоединился с генералом Серрано, затем провозгласил манифест Мансанареса, написанный Антонио Кановасом дель Кастильо 7 июля 1854 года. Манифест стал политической программой организаторов переворота, гарантировавшей им огромную поддержку народных масс. Поддержка народа, в свою очередь, вскоре привела к триумфу повстанцев.

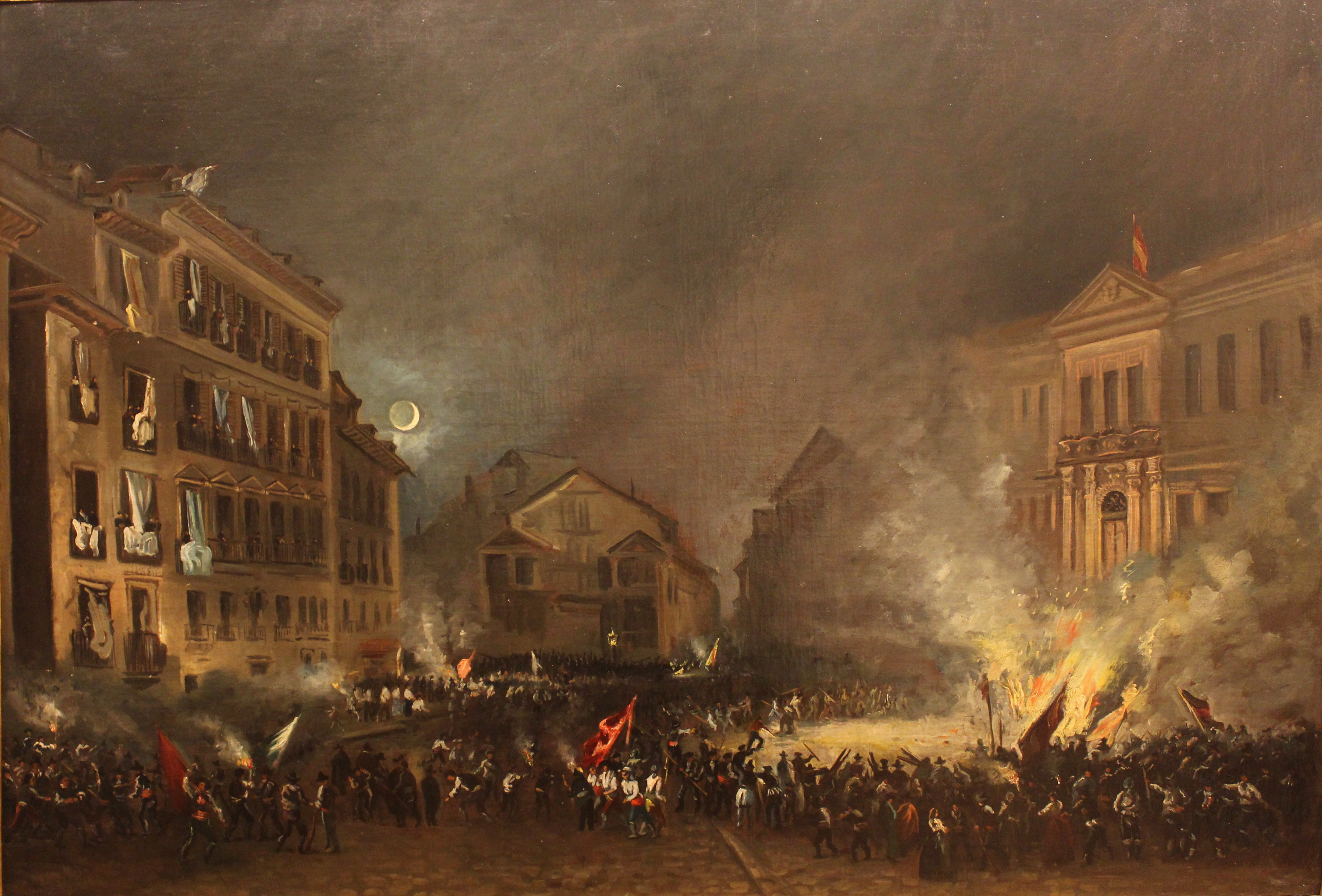
Эпиход революции 1854 года на площади Пуэрта-дель-Соль, картина Э. Лукаса Веласкеса

|  | Мы хотим сохранить престол, однако без преступной шайки, позорящей его; мы хотим неукоснительного соблюдения основных законов, их усовершенствования, в особенности, закона о выборах и закона о печати; мы хотим снижения налогов в режиме строгой экономии; мы хотим соблюдения требований по выслуге лет и заслугам военных и гражданских лиц; мы хотим вырвать население из лап пожирающей его централизации, предоставить людям независимость на местах, которая позволит им уделять большее внимание продвижению своих интересов; в качестве гарантии обеспечения всего вышесказанного мы хотим создать Национальную милицию… Временные правительства в свободных провинциях; Генеральные кортесы, которые объединятся в кратчайшие сроки; нация, в конце концов, получит возможность создать предпосылки для либерального возрождения. Мы отдадим все силы за свободное волеизъявление народа и не отступим до тех пор, пока не достигнем своей цели. |

Со стороны вооружённых сил огромная поддержка оказывалась до тех пор, пока Эспартеро не согласился возглавить упомянутую инициативу. Королева назначила его председателем совета министров с целью формирования кабинета прогрессивной направленности.
О’Доннелл учредил Либеральный Союз, партию, стремящуюся к воссоединению с «умеренными» и «прогрессивными» силами. Недавно учреждённые Кортесы составили текст конституции, который не был принят и не вступил в силу (он ляжет в основу Конституции 1856 года).
Наиболее значительным достижением периода прогресса стало формирование экономического законодательства: была поставлена задача легализовать развитие капитализма, завершить процесс приватизации земли посредством принятия закона Мадоса (от 3 мая 1855), действие которого было применено по отношению к экономической собственности, за исключением церковных хозяйств, к военным и другим учреждениям, частным и национальным хозяйствам (землям, находящимся в собственности муниципалитетов, и сдаваемых в аренду с целью покрытия расходов муниципальных властей, или землям, эксплуатируемым с жителями муниципалитетов); также законодательство касалось горнодобывающей отрасли, финансов и капиталовложений (создания закрытых акционерных обществ).